# Wilfrid Laurier
Henri-Charles-Wilfrid Laurier (Saint-Lin-Laurentides, Quebec, 20 november 1841 - Ottawa, Ontario, 17 februari 1919) was een Canadees politicus en de zevende minister-president van Canada en tevens de eerste Franstalige die dit ambt bekleedde, tussen 1896 en 1911.

## Vroege loopbaan
Laurier werd in de Franstalige provincie Quebec geboren maar genoot een deel van zijn onderwijs in New Glasgow, Nova Scotia waar hij vloeiend Engels leerde spreken. Later studeerde Laurier rechten aan de McGill universiteit. In 1864 nam hij het beroep van advocaat op en twee jaar later verhuisde hij naar Arthabaskaville, een klein plaatsje in het zuiden van Quebec.
Zijn eerste stappen in de politiek zette Laurier toen hij in 1871 campagne voerde voor een zetel in de provinciale wetgevende vergadering van Quebec en onverwachts ook daadwerkelijk won. Drie jaar later ruilde hij deze zetel in voor een zetel in het federale parlement in Ottawa waar hij voor de Liberale Partij zitting nam. Tijdens zijn eerste rede in het Canadees Lagerhuis sprak hij zijn bewondering uit, in het Frans, over het Britse Rijk en tegen het radicale liberalisme van het Europese vasteland. Na een korte onderbreking hield Laurier de volgende 40 jaar een zetel in het Lagerhuis.

## Van oppositieleider tot minister-president
Bij aanvang van de tweede ambtstermijn van de Conservatieve minister-president John A. Macdonald kwam Laurier op de oppositiebanken te zitten. Zijn verdediging van Louis Riel, die wegens landverraad werd opgehangen, leverde hem veel steun op in Quebec en onder rooms-katholieken. Dankzij zijn populariteit werd Laurier in 1888 als partijleider van de Liberalen gekozen en aldus leider van de oppositie in het parlement.
Na de dood van Macdonald volgde een aantal ministers-presidenten in korte tijd totdat de regering van Charles Tupper viel over de kwestie van rechten van Franstalige katholieken in Manitoba op een apart schoolsysteem. Bij de parlementsverkiezingen die in 1896 volgden voerden Lauriers Liberalen een harde campagne tegen de Conservatieven van Tupper met de scholenkwestie en de beschuldiging van corruptie bij de regeringspartij als inzet.
De Liberalen wonnen een overtuigende meerderheid en Laurier werd op 11 juli 1896 ingezworen als zevende minister-president van Canada. Bij aanvang van zijn ambtstermijn hervormde hij het schoolsysteem in Manitoba enigszins waarbij hij veel tegenwerking te verduren kreeg van katholieke bisschoppen uit zijn thuisprovincie Quebec.

### Koloniale politiek
Laurier voerde bij zijn eerste staatsbudget een kleine reductie door in de handelstarieven die Canada hief ter protectie van zijn eigen industrie. Groot-Brittannië kreeg een vergrote toegang tot de Canadese markt door lagere tarieven dan die van andere handelspartners werd geheven.
Bij de uitbraak van de Tweede Boerenoorlog in 1899 werd Canada intern in twee kampen verdeeld. Engelstalige Canadezen steunden de oorlog en verlangden een Canadese bijdrage aan de Britse oorlogsinspanningen terwijl de Franstalige gemeenschap sterk gekant was tegen elke vorm van steun voor het in hun ogen Britse koloniale geweld. Laurier, die persoonlijk de Britten steunde, was genoodzaakt een compromis te sluiten dat inhield dat Canada alleen een vrijwilligerslegioen op de been zou brengen. Zo'n 8000 Canadezen dienden uiteindelijk in de oorlog.
In zowel 1897 als 1902 was Laurier een belangrijke speler tijdens de Britse Koloniale conferenties van die jaren terwijl hij in 1900 een eenvoudige overwinning behaalde bij parlementsverkiezingen. Ondanks een dispuut over de aanleg van een tweede transcontinentale spoorlijn en de voor Canada ongunstig verlopen arbitragezaak in het grensconflict dat met de Verenigde Staten was ontstaan over de precieze grensloop tussen Canada en Alaska alsmede corruptieschandalen die enkele van zijn ministers de kop kostte wonnen Lauriers Liberalen ook in 1904 en 1908 wederom met grote meerderheid de verkiezingen voor het Lagerhuis.

### Lauriers laatste termijn
Tijdens een wapenwedloop tussen Groot-Brittannië en Duitsland aan het begin van de 20e eeuw besloot Laurier een marinemacht op te richten die in tijd van oorlog tussen het moederland en Duitsland onder Brits bevel zou komen te staan. Deze stap kostte Laurier veel steun in Quebec dat traditioneel niet veel moest hebben van het Britse beleid. Onderhandelingen met de Verenigde Staten over vrije handel tussen de twee landen, die overigens gunstig voor Canada waren verlopen, mislukten door tegenstand van onder meer de industrie en spoorwegensector die meer vertrouwen hadden in handel met Engeland dan met de VS. Laurier besloot verkiezingen uit te schrijven die in een klinkende overwinning voor de oppositie eindigden. Op 5 oktober 1911 trad Laurier af en werd opgevolgd door Robert Laird Borden, de leider van de Conservatieve Partij.

## Eerste Wereldoorlog
Gedurende de Eerste Wereldoorlog steunde Laurier in hoofdlijnen het regeringsbeleid. Toen Borden in 1917 dienstplicht wilde invoeren verzocht hij Laurier om aan zijn regering deel te nemen maar Laurier weigerde dit. Korte tijd later viel de Liberale Partij goeddeels uit elkaar en zetten Engelstalige Liberalen hun eigen partij op die Bordens initiatief voor de dienstplicht wel steunde.
Een jaar na afloop van de oorlog overleed Laurier op 77-jarige leeftijd. Zijn beeltenis siert het Canadese vijfdollarbiljet.